# فرانچسکو د آنیلو
فرانچسکو د آنیلو (انگلیسی: Francesco D'Aniello؛ زادهٔ ۳۱ مارس ۱۹۶۹) تیرانداز اهل ایتالیا بود.
وی در مسابقات کشوری و بین‌المللی در مجموع برندهٔ ۱ مدال نقره شده‌است.